# Burn Notice
Burn Notice  är en amerikansk TV-serie skapad av Matt Nix. Serien hade premiär 28 juni 2007 på USA Network. Huvudrollen som den avslöjade, före detta, agenten Michael Westen spelas av Jeffrey Donovan. I andra roller förekommer Gabrielle Anwar, Bruce Campbell, Coby Bell och Sharon Gless. Första säsongen hade den tvetydiga underrubriken "Spies don't get fired, they get burned".
Detta är en så kallad "mellansäsongsserie" som visas i USA på TV mellan vår- och höstsäsongerna samt ibland även i början av året. De sista säsongernas slutavsnitt har i amerikansk TV visats under november/december.  
I USA visades säsong 6 sommaren 2012. TV6  började sända säsong 4 i augusti 2012. The Fall of Sam Axe har TV6 inga planer på att sända.
7 november förnyade USA Network serien med en sjunde och sista säsong på 13 avsnitt. Serien spelades in på plats i Miami, Florida. Serien hade tillgång till en egen  filmstudio i stadsdelen Coconut Grove, där huvuddelen av materialet spelades in.

## Bakgrund
TV-seriens titel är hämtad från begreppet Burn Notice, som används av underrättelsetjänster när de vill avsäga sig allt ansvar för någon av sina hemliga agenter, som de inte längre har förtroende för, och därmed avslöjar och "brännmärker" deras identitet och existens.

## Synopsis
När agenten Michael Westen är ute på uppdrag får han av okänd anledning ett så kallat "burn notice". Det innebär att han får sparken. Michael återvänder till sin hemstad Miami och försöker få ordning på sitt liv. Han utnyttjar sin kunskap som agent och försöker på det sättet tjäna pengar, samtidigt som han försöker ta reda på vem som gett honom sparken, och varför. Serien är lite av en "modern" Helgonet som tillsammans med sina vänner hjälper folk som har hamnat i klorna på kriminella människor. Den underliggande storyn i alla avsnitt är hans jakt på dem som sparkade honom.
Ett utmärkande drag för serien är att den återkommande låter Jeffrey Donovans berättarröst (voice over), på ett pedagogiskt och ingående sätt, beskriva tekniska och taktiska delar av händelseförloppet för publiken, som om det var en instruktionsfilm för nyblivna agenter.
Ett annat typiskt drag är att de viktigaste rollfigurerna ofta improviserar och tillämpar praktiska färdigheter i fysik och kemi för att lösa en knipa med hjälp av det som finns till hands. Dessa sekvenser, när man tillverkar vapen och andra tillfälliga anordningar, påminner starkt om 80-talsserien MacGyver. Till skillnad från MacGyver har Michael Westen inga invändningar mot att använda skjutvapen eller dödligt våld.

## DVD
De 3 första säsongerna är släppta på DVD i Sverige. Säsong 4 beräknades att släppas i Sverige den 16 januari 2013. Enligt Fox släpps inte specialfilmen The Fall of Sam Axe i Sverige. Om säsong 5, 6 och 7 kommer att släppas i Sverige är mycket osäkert enligt Fox. Säsong 5 har för närvarande inte visats i Sverige.
| Säsong              | Avsnitt | Region 1     | Sverige         | Region 4 |
| ------------------- | ------- | ------------ | --------------- | -------- |
| Säsong 1            | 12      | 28 juni 2007 | 5 augusti 2009  |          |
| Säsong 2            | 16      | 10 juli 2008 | 31 mars 2010    |          |
| Säsong 3            | 16      | 4 juni 2009  | 4 maj 2011      |          |
| Säsong 4            | 18      | 3 juni 2010  | 16 januari 2013 |          |
| The Fall of Sam Axe | 1       | 26 juli 2011 | inte släppt     |          |
| Säsong 5            | 18      | 23 juni 2011 |                 |          |
| Säsong 6            | 18      | 14 juni 2012 |                 |          |
| Säsong 7            | 13      | 6 juni 2013  |                 |          |

## Säsong 1
Den första säsongen består av 12 avsnitt där man får följa Michaels kamp för att hitta mannen som brännmärkte honom. Man får också träffa Fiona som är Michaels ex-flickvän, Sam Axe som är en före detta Navy Seal-soldat och Michaels bästa vän, samt Madeline som är Michaels hypokondriska mamma. Under säsongens gång får man se många framträdanden av Agent Harris och Lane, två FBI agenter vars uppdrag är att hålla koll på vad Michael har för sig. De blev senare utbytta av Agent Bly, (Alex Carter), som också senare blev borttagen från utredningen. Vid slutet av säsongen hittar Michael personen som brännmärkte honom, Phillip Cowan (Richard Schiff) bara för att få bevittna hans död. Senare blir Michael kontaktad av en främmande kvinna och säsongen slutar med en cliffhanger.

## Säsong 2
Den andra säsongen innehåller 16 avsnitt och visar Michaels kamp för att upptäcka mer om sin nya "arbetsgivare" och utnyttja henne för att komma åt de människor som brännmärkte honom. Säsongen börjar med att Michael träffar Carla (Tricia Helfer), den mystiska kvinnan som Michael fick kontakt med i slutet på säsong 1. Han påbörjar sin yrkesrelation med Carla efter att hon börjat skicka olika klienter till honom. Samtidigt börjar Madeline komma närmre sin son Michaels hemliga liv. Vid säsongsfinalen dödar Fiona Carla och Michael träffar "Ledningen" (John Mahoney), som är ledare över ett professionellt "Black ops syndikat". Efter att Michael har berättat att han inte vill vara med på "Ledningens" planer hoppar han från en helikopter och ner i havet, vilket leder till att relationen mellan Michael och "Ledningen" samt det skydd de ger honom i hemlighet tar slut.

## Säsong 3
Den tredje säsongen innehåller 16 avsnitt och visar Michaels resa för att få sin brännmärkning uppmärksammad. Säsongen börjar där säsong 2 slutade, Michael simmar tillbaks till Miami där han möter polisen Michelle Paxon (Moon Bloodgood), vars uppgift är att försöka häkta Michael på något sätt. Efter att Michael lyckats övertala henne att hålla sig undan blir han uppvaktad av Tom Strickler (Ben Shenkman), som är en agent för spioner. Strickler påstår att han kan få Michaels brännmärkning uppmärksammad, men dock inte gratis. Senare tvingas Michael att döda Strickler för att rädda Fionas liv. Samtidigt börjar Michael träffa Diego Graza (Otto Sanchez), en CIA-agent som börjar att ge Michael information om brännmärkningen. Men precis efter Stricklers död blir Diego mördad vilket gör att Michael är tillbaks på ruta ett. Senare blir Michael konfronterad av Mason Gilroy (Chris Vance), en frilanspsykopat som har arbetat för Strickler, och erkänner mordet på Diego. Gilroy ber om Michaels hjälp med en operation, Michael vill inte att Gilroy ska komma undan ostraffad så han hjälper honom. Michael upptäcker att Gilroy tänker få ut en "högriskfånge" ur ett fängelse. Michael får veta fångens identitet, Simon Escher (Garret Dillahunt), mannen som begick alla de brott som Michael blev anklagad och brännmärkt för. I slutet av säsongen blir Michael arresterad och satt i ett mystiskt rum.

## Säsong 4
Den fjärde säsongen innehåller 18 avsnitt där man följer Michael som börjar att arbeta med människorna som brännmärkte honom. Precis som tidigare säsonger börjar denna precis där säsong 3 slutade. Michael är fortfarande i det mystiska rummet och blir besökt av Vaughn (Robert Wisdom), en högt uppsatt medlem inom "Ledningen". Vaugh blir Michaels nya handledare och ger honom ett flertal olika jobb. Under säsongens gång råkar Michael oavsiktligt brännmärka en spion, Jesse Porter (Coby Bell). Michael återträffar Simon som hänvisar honom till en telekommunikationschef, John Barrett (Robert Patrick). Michael lurar John till Miami och hittar en kodad Bibel som innehåller hela listan av de människor som brännmärkte honom. Jesse upptäcker ganska snabbt att det var Michael som brännmärkte honom vilket leder till nya problem. Michael blir tvingad att döda Barrett för att rädda sig själv men förlorar Bibeln på kuppen. Senare lyckas Sam och Jesse få tag på listan och ge den till Marv (Richard Kind), som var Jesses gamla handledare. Men Marv blir dödad av Tyler Brennen (Jay Karnes), som är en av Michaels gamla fiender. Nu när Brennen har listan hyr han in en annan av Michaels fiender Larry Sizemore (Tim Matheson), för att hjälpa honom hitta alla personer på listan. Istället dödar Larry Brennen. Vaugh kommer tillbaks till Miami för att döda Michael, Fiona och Jesse, men Sam och Madeline lyckas hitta en kongressman (John Doman) som kan hjälpa dem. Till slut blir Michael tagen till Washington D.C där han möter en oidentifierad man (Dylan Baker) som hälsar honom med ett "välkommen tillbaks".

## Säsong 5
Den femte säsongen innehåller 18 avsnitt och utspelar sig sex månader efter att Michael lyckades komma med i CIA som en konsult. Mannen som var i slutscenen av säsong 4 har blivit identifierad som Raines och tillsammans med Max (Grant Show) börjar Michael jaga och arrestera alla de personer som fanns på listan. När de jagar den sista personen på listan upptäcker de att han redan är död vilket lämnar många mysterier olösta, kanske för alltid. Michael fortsätter att arbeta med Max tills han blir mördad, vilket Michael får skulden för. Michael börjar att jaga den riktiga mördaren samtidigt som han undviker uppmärksamhet från Dani Pearce (Lauren Stamile), som är Maxs ersättare. Efter att Michael lyckats rentvå sitt namn genom att tvinga mördaren att erkänna, träffar han mannen som brännmärkte honom, Anson Fuller (Jere Burns), som utpressar Fiona för att få Michael att göra som han vill. Efter att Michael och hans vänner blivit tvungna att utföra brott efter brott och livsfarliga uppdrag på Ansons vägnar lämnar Fiona över sig själv till polisen, vilket friger Michael så att han kan ta upp jakten på Anson utan att behöva oroa sig för henne. 

## Säsong 6
Den sjätte säsongen innehåller 18 avsnitt och börjar med att Fiona blir arresterad. Michael arbetar för den CIA agent som lärde upp honom, Tom Card (John C. McGinley), för att få möjlighet att träffa Fiona och förhoppningsvis få henne frigiven. Han arbetar också med Dani Pearce för att hitta Anson. De lyckas till sist fånga Anson med hjälp från Nate (Michaels bror), men kort därefter kommer CIA och ett välriktat skott från en osedd prickskytt dödar både Anson och Nate. Fiona blir frikänd och hjälper Michael med sökandet efter personen som dödade hans bror. De lär sig senare att mördarens namn är Tyler Gray och Card tillåter gruppen att genomföra en inofficiell operation i Panama för att döda Gray. När Michael lyckas få tag på honom avslöjar Gray att hela operationen är en bluff. Card hyrde Gray för att döda Anson och planerar att döda hela Michaels grupp. De lyckas fly och Michael konfronterar och dödar Card, vilket gör hela Michaels grupp, inklusive Madeline, till måltavlor i en klappjakt från CIA. Denna jakt leds av Olivia Riley (Sonja Sohn). De funderar på att fly landet, men medan de försöker få en hållhake på Riley upptäcker de att hon har arbetat med en knarkkartell för att få tag på Michael. Michael tar kontakt med Jason Bly för att få hjälp med bevis för Rileys förräderi, men det misslyckas och Bly blir dödad. Michael lyckas till slut få Riley att erkänna, medan de är på en båt som blir beskjuten av kustbevakningen. Sam, Fiona, Jesse och Madeline får tillbringa en månad i fängelse. När de blir frikända får de reda på att Michael återigen har gjort en deal med CIA för att få ut dem. Fiona blir besviken och påminner Michael om att han lovat henne att han skulle sluta när det hela var över. Hon drar sig undan och ber Michael att låta henne vara.

## Säsong 7
Den sjunde och sista säsongen innehåller 13 avsnitt och börjar med att Michael får ett uppdrag av Andrew Strong (Jack Coleman) som är högt uppsatt inom CIA, som är samma person Michael bad om hjälp för att få ut sin grupp ur fängelset. Strong hjälpte Michael för att han trodde att Michael var den enda person som han kan förlita sig på för ett sådant farligt uppdrag, som innehåller att hindra en amerikan som heter Randall Burke (Adrian Pasdar) och som gör frilansterrordåd. Fiona har börjat på ett nytt jobb med sin prisjägare till pojkvän. Sam och Jesse har fortsatt att hjälpa Michael trots att deras liv svävar i livsfara. Samtidigt försöker Madeline få vårdnaden över Nates son, Charlie, för att förhindra att han hamnar hos en fosterfamilj. Det visar sig att Burke är del av en större organisation och han offrar sitt eget liv för att hjälpa Michael att rädda en kvinna som heter Sonya (Alona Tal), Burke kallade henne "Nyckeln till allt". Michael och hans grupp inklusive Fiona börjar att arbeta med Sonya för att komma djupare in i organisationen. Medan de gör det träffar Michael James (John Pyper-Ferguson), mannen som ville ha Sonya och Burke döda. Efter att Michael har klarat några svåra tester blir han välkommen till James "familj". Det dröjer inte länge innan Michael upptäcker att James arbetar för fred och rättvisa i världen, fast med extrema metoder för att få som han vill. När Michael dödar Sonya för att rädda Fiona, skickar James sina män för att döda Madeline, Charlie och Jesse. Madeline offrar sig själv för att skydda dem medan Michael skjuter James, han ville ta honom till fängelset. James spränger huset för att döda Michael och Fiona. De lyckas fly men måste hålla sig "döda". Strong släpper Sam och Jesse utan att de blir häktade.